# Maynard Solomon
Maynard Elliott Solomon (5 gennaio 1930 – New York, 28 settembre 2020) è stato un musicologo, saggista e produttore discografico statunitense, co-fondatore dell'etichetta discografica Vanguard Records.
Più recentemente, è diventato noto per i suoi studi biografici sui compositori classici viennesi, in particolare Beethoven (sul quale ha scritto una biografia influente e una raccolta di saggi premiata), Mozart (biografia) e Schubert. Solomon è stato il primo a proporre apertamente l'altamente controversa teoria dell'omosessualità di Schubert in un ambiente accademico.

## Biografia
Dopo aver frequentato la High School of Music &amp; Art di New York, si laureò Phi Beta Kappa al Brooklyn College, CUNY, con un Bachelor od arts nel 1950, perseguendo successivamente gli studi universitari alla Columbia University dal 1950 al 1952. Nel 1979 divenne professore associato aggiunto alla Graduate School, CUNY, e tra il 1988 e il 1994 fu visiting professor alla SUNY Stony Brook, alla Columbia University, alla Harvard University e alla Yale University, entrando a far parte della facoltà di specializzazione della Juilliard School of Music nel 1998.
Maynard Solomon fondò la Vanguard Records insieme a suo fratello Seymour nel 1950. Iniziarono l'attività con un prestito di $ 10.000 da parte del padre, Seymour, che divenne presidente della società e Maynard, il fratello minore, vicepresidente. L'etichetta è stata uno dei primi promotori del boom del folk e del blues per i successivi quindici anni. Oltre a produrre molti album, Solomon è stato un prolifico scrittore di note di copertina.
Il primo disco della sua nascente impresa fu la 21° cantata di Johann Sebastian Bach, " Ich hatte viel Bekümmernis, BWV 21 " ("Ho avuto molta angoscia"), con Jonathan Sternberg che dirigeva Hugues Cuénod e altri solisti, coro e orchestra. "Ciò che parla della fermezza dei Solomon nel loro gusto e nel loro compito", scrisse un giornalista di Billboard nel novembre 1966, "è che questo disco è ancora vivo nel catalogo (SC-501). Come dice Seymour, è stata una buona prestazione, non facile da superare. Dell'intero catalogo Vanguard/Bach Guild, che conta circa 480 numeri, 30 sono dischi di Bach."
Il primo album non classico di Vanguard fu dei The Weavers che generarono il primo grande successo commerciale per l'etichetta con il concerto del 1955 alla Carnegie Hall. Solomon acquisì anche i diritti per registrare e pubblicare materiale dal Newport Folk Festival, il che significava che potevano pubblicare registrazioni di artisti che non avevano un contratto con Vanguard. In questo periodo, Elektra Records era il principale concorrente per gli artisti folk. I suoi cantanti, Phil Ochs e Judy Collins, vennero registrati a Newport, così come il dinamico giovane artista della Columbia Bob Dylan. I Solomon continuarono a lavorare con artisti folk fino agli anni 1980.
Nel 1959, l'azienda mise sotto contratto Joan Baez, che sarebbe rimasta con l'etichetta Vanguard per i successivi dodici anni. Due anni dopo, registrarono Odetta al Town Hall (New York). I Rooftop Singers registrarono "Walk Right In" nel 1963, un successo su entrambe le sponde dell'Atlantico, prodotto da Solomon insieme ad alcune delle loro altre canzoni. Sfortunatamente il loro singolo successivo, "Tom Cat", venne bandito per essere leggermente suggestivo, sebbene addomesticato per gli standard moderni. Fu probabilmente l'influenza di Salomon che indusse la Baez a registrare "Bachianas Brasileiras No. 5" di Villa-Lobos.
Solomon insistette per ottenere un aspetto pulito sul palco e una dizione chiara, chieste in accordo con l'opinione pubblica della maggioranza dell'epoca. Più coraggiosamente, firmò per Vanguard Paul Robeson al culmine del Maccartismo.
La fede di Solomon nel marxismo fu una forza trainante in quei primi anni, ma fu solo nel 1973 che i suoi scritti la riflettevano esplicitamente. Il suo libro Marxism and Art di quell'anno è stato continuamente stampato da allora.
Alla fine degli anni 1960 la Vanguard ebbe un certo successo con artisti rock, in particolare "Country Joe and the Fish" (oggi di solito chiamato Country Joe McDonald), insieme ad alcuni dischi jazz, blues o disco che non hanno resistito alla prova del tempo. Uno degli acquisti più sorprendenti che fecero, nel 1969, fu Michael Szajkowski, un compositore di musica elettronica. Il materiale di Szajkowski era preso in prestito da Handel, ma il suono, su un sintetizzatore, era tutt'altro che classico. Il fratello di Maynard, Seymour, tuttavia, aveva precedentemente messo sotto contratto artisti di musica elettronica umoristica Jean-Jacques Perrey e Gershon Kingsley (Perrey & Kingsley) nel 1965. Il lavoro di quella squadra ha resistito alla prova del tempo: la loro musica su Vanguard è ancora utilizzata negli spot pubblicitari, nella televisione per bambini e altrove.
La molteplicità delle serie di musica classica popolare pubblicate dai Solomon su Vanguard e Bach Guild, tra il 1950 e il 1966, comprende, oltre a 22 cantate di Bach, brani della scuola madrigalistica inglese eseguiti dal Deller Consort; capolavori madrigalistici italiani e francesi, elisabettiani e giacobini, musica di Henry Purcell e il virtuoso della tromba, virtuoso del flauto e virtuoso dell'oboe, insieme a German University Songs con Erich Kunz, canzoni dell'Alvernia, danze viennesi con Willi Boskovsky, canzoni tradizionali di Roland Hayes, Le quattro stagioni di Antonio Vivaldi e altri concerti dei Solisti di Zagabria, musiche di Ralph Vaughan Williams, numerose sinfonie di Haydn eseguite dall'Esterhazy Orchestra, un doppio LP dell'opera di Christoph Willibald Gluck, Orfeo ed Euridice cantata in italiano con la Wiener Staatsoper Orchestra diretta da Charles Mackerras e un influente ciclo di Mahler con la Utah Symphony diretta da Maurice Abravanel.
Solomon in seguito iniziò una seconda carriera come musicologo, in particolare come autore di biografie di compositori, e il suo lavoro (in particolare i suoi studi su Mozart e Beethoven) hanno incontrato consensi e critiche (per le interpretazioni psicologiche eccessivamente semplicistiche dei loro soggetti). Caratteristica dell'approccio di Salomon è un attento vaglio delle evidenze accademiche, spesso con l'obiettivo di supportare nuove ipotesi sugli eventi o le motivazioni dei grandi compositori in questione e di coloro che li circondavano (vedi ad esempio Maria Anna Mozart, Il viaggio di Mozart a Berlino, il nome di Mozart e Antonie Brentano). Salomon è stato anche attento ad evitare la ripetizione acritica di vecchie formule nelle biografie dei compositori; ad esempio, come altri biografi recenti, caratterizza il 1791, l'ultimo anno della vita di Mozart, come una rinascita personale interrotta da una malattia terminale, piuttosto che il costante scivolamento verso la tomba tipico delle biografie più tradizionali. Sebbene Salomon non abbia esitato a offrire analisi e diagnosi psicologiche specifiche dei suoi soggetti, è stato tuttavia criticato da alcuni musicologi per - a loro opinione e parole - „ipotesi anacronistiche e per la mancanza di comprensione del tedesco del XVIII e XIX secolo“.
La concentrazione di Salomon sulla vita e l'opera di Beethoven portò a una stretta collaborazione con studiosi tedeschi; nel 1996 fu nominato consigliere scientifico del Beethoven-Archiv di Bonn, oltre a diventare membro del comitato di redazione del Neue Ausgabe Beethovens Briefe (la Nuova edizione delle lettere di Beethoven, Monaco, 1996-1998).
Nel 1997, divenne membro della International Musicological Society, che tenne il suo congresso a Londra. È stato l'autore più recente di Mozart: A Life, finalista al Premio Pulitzer per la biografia e ha vinto il Deems Taylor Award, così come la sua biografia di Beethoven e il suo studio su Charles Ives. I suoi Saggi su Beethoven hanno vinto l'Otto Kinkeldey Award per il libro più illustre, sulla musica, pubblicato nel 1988.
Editore associato di American Imago e co-fondatore della Bach Guild (un'etichetta discografica sussidiaria della Vanguard), pubblicò anche articoli di psicoanalisi applicata e curò diversi libri sull'estetica. I suoi progetti successivi comprendono una vita di Schubert e un libro intitolato provvisoriamente Beethoven: Beyond Classicism. Solomon morì il 28 settembre 2020 a Manhattan per demenza da corpi di Lewy all'età di 90 anni.